# 穆罕默德·薩法迪
穆罕默德·薩法迪（阿拉伯语：محمد الصفدي，羅馬化：Muḥammad al-Ṣafadī，1953年—）是一名巴勒斯坦激進份子，也是犯下慕尼黑慘案的八名黑色九月成員之一，在1972年慕尼黑奧運會期間，他們入侵慕尼黑奧運村的以色列宿舍，在最初的入侵中殺害以色列摔跤教練摩西·溫伯格和舉重選手約瑟夫·羅曼，挾持九名以色列奧運代表團成員為人質。

## 慕尼黑慘案
1972年9月5日清晨，黑色九月組織的薩法迪和其他七名成員闖入以色列代表團位於康諾利街31號的宿舍。他們俘虜了住在1號和3號公寓的運動員後，在警衛的帶領下，從樓梯下到了大樓的一樓。當以色列摔跤選手蓋德·索巴利到達樓梯底時，他推開一名戴頭套的恐怖分子，並衝向地下停車場的入口。在索巴利逃跑的同時，摔跤教練摩西·溫伯格襲擊了薩法迪，一記重拳打在他的下巴上，造成骨折並打掉了他的幾顆牙齒。當溫伯格試圖搶走薩法迪的槍時，另一名恐怖分子用AK-47步槍朝溫伯格的胸部開了一槍。
薩法迪與賈馬爾和阿德南·加希是在菲斯滕費爾德布魯克與西德警方交火的八名恐怖分子中僅有的三名生還者。

## 後續
1972年10月29日，在他們被俘七週半後，德國政府將他們釋放，隨後薩法迪與賈馬爾和阿德南·加希飛往的黎波里，在那裡他們向世界媒體舉行了記者招待會。賈馬爾坐在中央，薩法迪坐在賈馬爾的右邊。
慕尼黑慘案後，薩法迪的命運引起了許多猜測。2000年紀錄片《九月的某一天》指出他在慕尼黑慘案後被以色列暗殺小隊殺害。然而，在亞倫·J·克萊因的著作《Striking Back: The 1972 Munich Olympics Massacre and Israel's Deadly Response》一書中，克萊因聲稱2005年在拉馬拉與陶菲克·提拉維對話時，他被告知薩法迪「和您一樣活著」。提拉維没有透露更多資訊，只是補充說「以色列人仍然可能傷害他」。克萊因還聲稱，情報組織的成員推測薩法迪可能是被黎巴嫩長槍黨殺害，作為對以色列摩薩德的一種「姿態」。
2022年，一名自稱是薩法迪的男子接受了一部德國紀錄片的採訪，片名為《Tod und Spiele München 1972》。他承認殺害了以色列人質，強調他對這些行為感到驕傲，並且對犯下這些罪行不感到後悔或懺悔。他獲得2,000美元的片段獨家使用權。